# 鄡阳城遗址
鄡阳城遗址位于中国江西省九江市都昌县城东南四十公里的周溪镇泗山村大屋场以南60米的湖洲上，2013年被列为第七批全国重点文物保护单位。
据《汉书·地理志》记载，汉高帝置豫章郡，鄡阳县是豫章郡十八个县之一。又据《读史方舆纪要》卷八十五记载，鄡阳城位于饶州府城西北百二十里，汉初置县，刘宋永初二年省。此后，鄡阳城址一直湮没不闻。1981年都昌县文物管理所找到了该城址位置，面积约1平方公里，在该城址周边的高地上发现有东汉墓群。